# 발효제

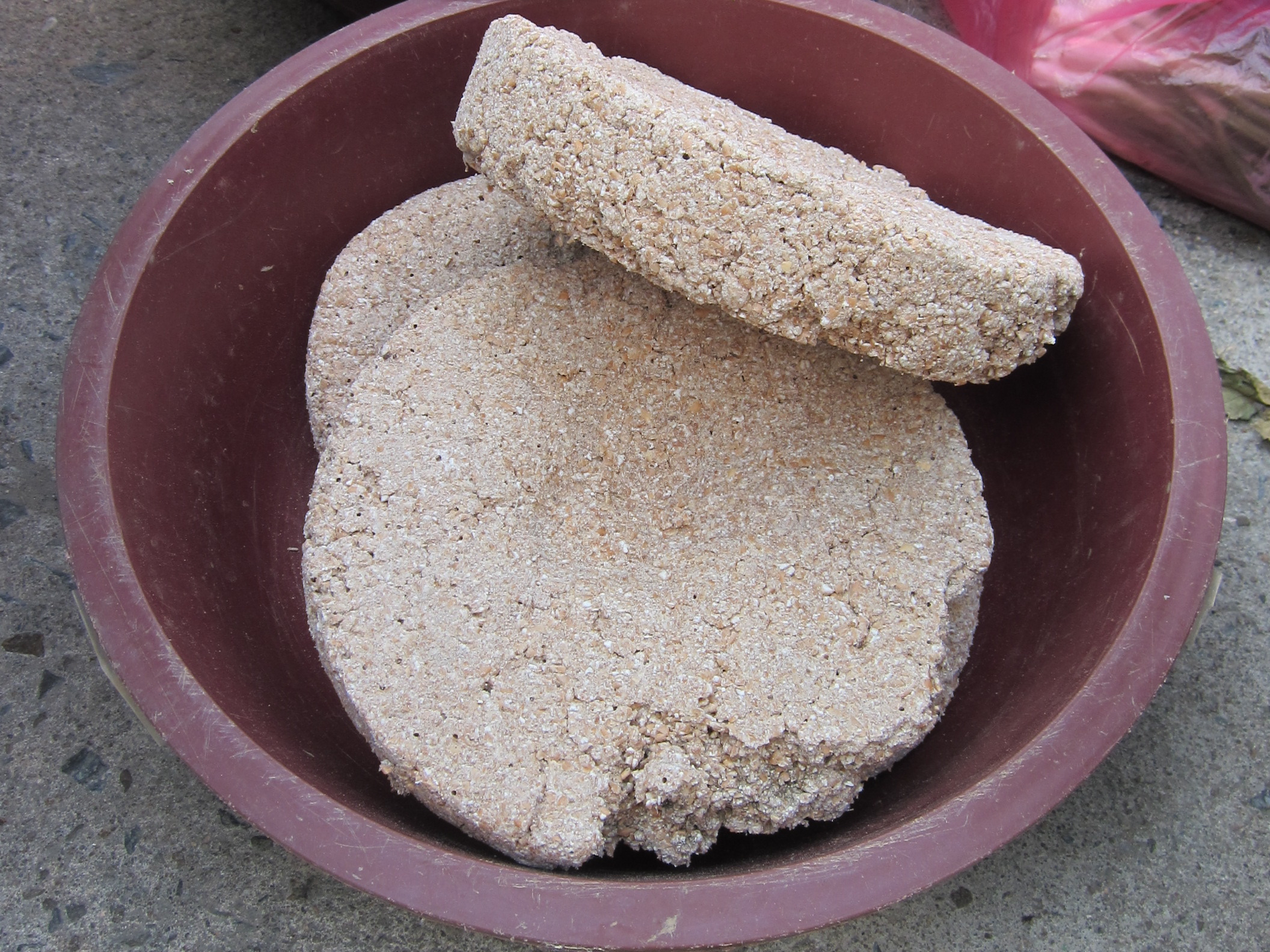
누룩

발효제(醱酵劑)는 다른 물질을 발효시키는 물질이다.

## 종류
- 고지: 일본의 술 발효제이다.
- 누룩: 한국의 술 발효제이다.
- 메주: 한국의 장 발효제이다.
- 발효종: 빵 발효제이다.
  - 사워도
- 취: 중국의 술 발효제이다.

## 같이 보기
- 빵효모
- 양조효모
- 팽창제